# Gastrancistrus abnormicolor
Gastrancistrus abnormicolor är en stekelart som först beskrevs av Girault 1917.  Gastrancistrus abnormicolor ingår i släktet Gastrancistrus och familjen puppglanssteklar. Inga underarter finns listade i Catalogue of Life.